# Retorno ao útero

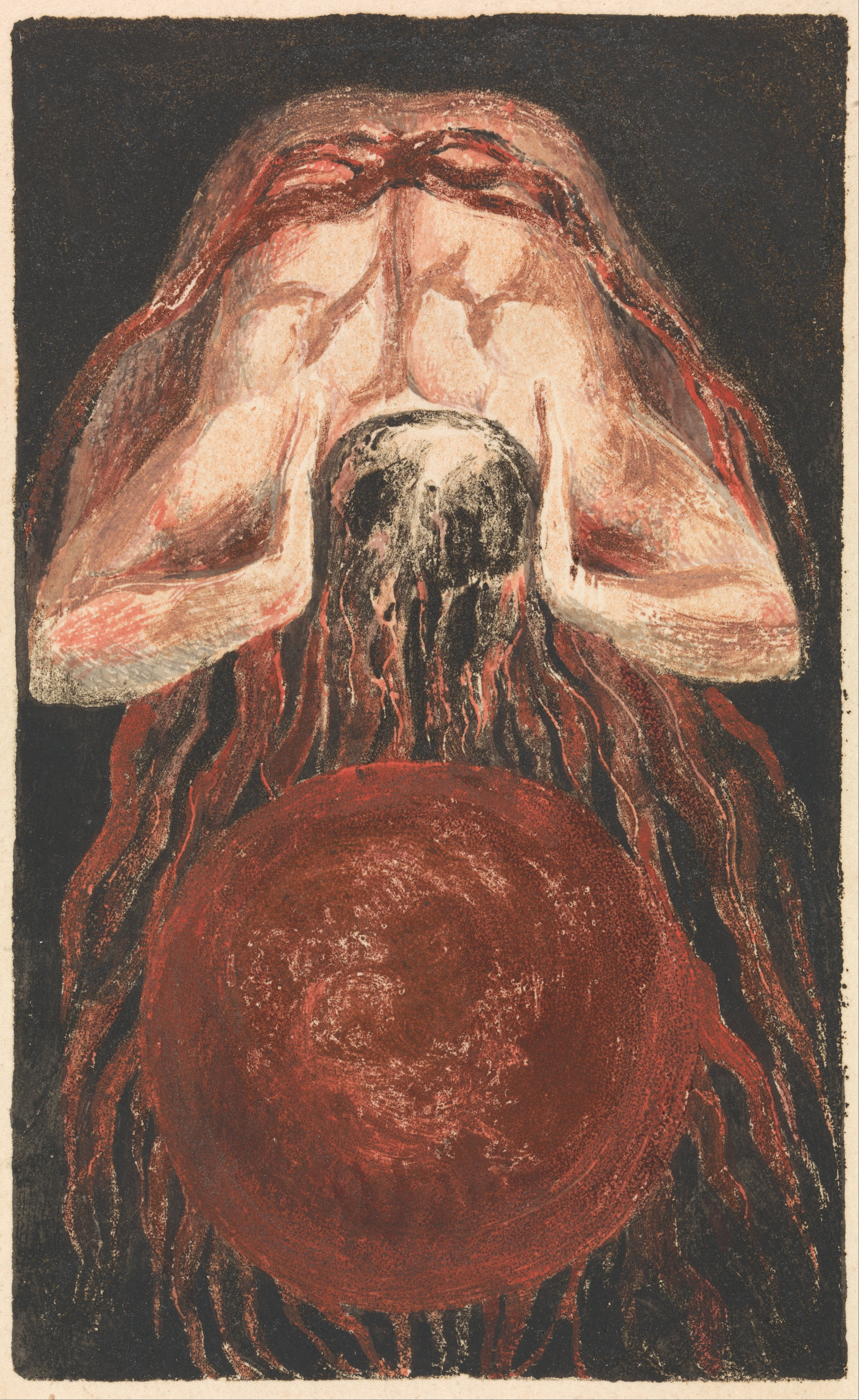
William Blake, em O Livro de Urizen (1794), utiliza terminologia anatômica para descrever a queda de Urizen como uma separação psíquica, simbolizada pela queda do "ovário" e formação do útero na narrativa como tentativa de isolamento a uma nova criação. O "útero" o separa da visão dos "Eternos".

Em psicologia e psicanálise, a ideia do retorno ao útero remete a uma série de fenômenos humanos de caráter regressivo, resultantes do conflito universal de "pendência" (para dentro) e "independência" (para fora). Alguns autores entendem haver uma universalidade da fantasia inconsciente da volta ao útero. Desses fenômenos regressivos resultaria ainda a necessidade da criação, por parte da humanidade, de figuras heroicas como modelos de independência e das religiões para satisfação das necessidades de dependência. Tal desejo de retorno ao útero agiria como uma tendência regressiva nos seres humanos.
| “                                                                                    | É possível que mais profundamente que o princípio de prazer jaz o princípio de Nirvana, como se poderia chamá-lo – o desejo da criatura recém-nascida de retornar ao estágio de onipotência, no qual não há desejos não satisfeitos, no qual ele existia dentro do útero da mãe. | ” |
| — Barbara Low, em seu livro Psycho-Analysis — A brief account of the Freudian theory | |   |

## Rank, o mito do herói e o trauma do nascimento
Otto Rank desenvolveu a teoria freudiana até a estágios mais arcaicos da infância, como ao momento do nascimento ou anterior a ele. Ele foi pioneiro no estudo da mitologia segundo a psicanálise e com isso popularizou a tese do que chamou de "trauma do nascimento" primordial, a partir de suas análises do mito do herói. Segundo Rank, em O Trauma do Nascimento (1924), "toda ansiedade da criança consiste na ansiedade do nascimento (e todo prazer da criança visa o restabelecimento do prazer primordial intrauterino)". No livro de 1909 O Mito do Nascimento do Herói, ele afirma:
"Os mitos são assim criados por adultos fantasiando de volta à infância... Nos tempos primitivos, porém, simplesmente vir ao mundo era um ato heroico, porque a vida do recém-nascido tinha que ser protegida do pai cruel, egoísta e primitivo, assim como foi protegido de seus ataques no ventre da mãe. Portanto, no mito encontramos proteção através de um símbolo do útero (pequeno baú, cestinha ou água), e nesse sentido a exposição representa um retorno ao útero protetor."
Sabina Spielrein, em Contribuições para o conhecimento da alma infantil (1912), reconhece o trabalho de Rank na descrição da fantasia e formulação do conceito: 
"Podemos encontrar essa "fantasia do útero materno" na Sprache des Traumes [Linguagem do sonho] de Stekel e no Lohengrünsage, de Otto Rank. Este último pesquisador comprova a existência dessa "fantasia do útero materno" na mitologia e mostra especialmente na obra Mythus über die Geburt des Helden [Mito sobre o nascimento do herói] que as pessoas pensavam na morte como um retorno ao útero materno e renascimento"
Otto Rank, com a publicação de O Trauma do Nascimento, contestava a primazia da sexualidade e do complexo de Édipo na teoria original de Freud, bem como substituía a ênfase filogenética de Totem e Tabu, já que a origem recaía agora ao nascimento individual. Esse livro levou à sua expulsão do movimento psicanalítico por Freud e o Comitê Secreto. Em carta de 1924 a Rank, Freud criticaria a consideração da fantasia do retorno ao útero como fundamental no incesto, enquanto ela desconsidera a importância que a psicanálise dava à genitalidade e que, por isso, ele não seria totalmente explicativo do ato sexual e da neurose. Criticou também a consideração de Rank de que a ansiedade de parto seria a fonte primordial das ansiedades; a importância dada à figura paterna na explicação da fantasia de renascimento, e não da figura materna; e a criação de um novo termo pulsional por Rank: Glückstrieb, "pulsão de felicidade", que seria aquela dirigida ao retorno ao útero. No mesmo ano do lançamento de O Trauma do Nascimento, Sándor Ferenczi também adotou o "retorno ao útero" em seu livro Thalassa: ensaio sobre a teoria da genitalidade, porém em defesa a Freud, considerando por sua vez a genitalidade nesse símbolo. Freud respondeu em carta a Ferenczi que esse livro servia de antídoto a Rank e afirmou que a nova teoria de Rank lembrava-lhe a de Jung.
Os conceitos ainda iniciais de Rank em O Mito do Nascimento do Herói foram abordados por Carl Gustav Jung posteriormente e desenvolvidos no livro que marcou a ruptura deste com Freud, Psicologia do Inconsciente ou Símbolos da Transformação (1912). Nele, Jung interpretou o anseio de se retornar ao útero materno: "não é a coabitação incestuosa que se deseja, mas o renascimento. (...) Assim a libido se torna espiritualizada em uma maneira imperceptível". Essa afirmação foi criticada por Otto Rank em O Trauma do Nascimento, alegando que Jung desprezava os significados sexuais da libido na fantasia de renascimento. No entanto, posteriormente Rank retornaria à teoria de Jung e seu posicionamento se tornaria indistinguível ao dele, apoiando-o nos livros Psicologia e a Alma (1930) e Arte e Artistas (1932), passando a elogiar o livro Psicologia do Inconsciente.

## Jung e o complexo de Jonas-baleia
Carl Gustav Jung cita as pesquisas iniciais de Otto Rank sobre a influência de estágios anteriores ao desenvolvimento da neurose. Em Símbolos da Transformação, rompeu com a teoria sexualidade de Freud ao ter considerado que a libido poderia não ser sexual, como nos momentos de introversão ou remetendo a estágios pré-sexuais da infância. Jung interpreta as imagens das fantasias de retorno ao útero como desejo de regressão psíquica e realização de imersão arquetípica no inconsciente, ao que ele chama de "complexo de Jonas-baleia":
“A teoria sexual neurótica é ainda mais frustrada pelo fato de que o último ato do drama consiste em um retorno ao corpo da mãe. Isso geralmente é feito não pelos canais naturais, mas pela boca, sendo devorado e engolido, dando assim origem a uma teoria ainda mais infantil que foi elaborada por Otto Rank. Todas essas alegorias são meros artifícios. O ponto real é que a regressão remonta à camada mais profunda da função nutritiva, que é anterior à sexualidade, e aí se reveste das experiências da infância. Em outras palavras, a linguagem sexual da regressão se transforma, ao recuar ainda mais, em metáforas derivadas das funções nutritivas, e que não podem ser tomadas como nada mais que uma façon de parler. O complexo de Édipo, com sua famosa tendência ao incesto, muda nesse nível para um complexo de Jonas-baleia, que tem inúmeras variantes, por exemplo, a bruxa que come crianças, o lobo, o ogro, o dragão, e assim por diante. A libido em regressão aparentemente se dessexualiza ao retroceder passo a passo até o estágio pré-sexual da primeira infância. Mesmo ali, não para, mas, por assim dizer, continua de volta à condição intrauterina, pré-natal e, deixando completamente a esfera da psicologia pessoal, irrompe na psique coletiva onde Jonas viu os "mistérios" ("representações coletivas") no ventre da baleia."
"O que realmente acontece nessas fantasias de incesto e útero é que a libido mergulha no inconsciente, provocando reações, afetos, opiniões e atitudes da esfera pessoal, mas ao mesmo tempo ativando imagens coletivas (arquétipos) que possuem um sentido compensatório e curativo, como sempre foi atribuído ao mito."
Jung também analisou essa fantasia em símbolos de criações artísticas, como no Fausto, Parte II de Goethe: "O "Reino das mães" não tem pouca relação com o útero, com a matrix, que como tal frequentemente simboliza o inconsciente em seu aspecto plástico-criador".
Assim, segundo a psicologia analítica, o retorno do ego em descida à inconsciência pode permitir também a própria ampliação da consciência. Como afirma José Jorge de Morais Zacharias: "O retorno à mãe não é de cunho erótico, mas a ânsia de retornar para o ventre materno, uma saudade do paraíso urobórico perdido com o aflorar da consciência." Uma passagem que também é interpretada psicologicamente referente a isso é a de Jesus a Nicodemos em João 3, quando o último lhe pergunta: "Como alguém pode nascer, sendo velho? É claro que não pode entrar pela segunda vez no ventre de sua mãe e renascer!"; ao que Jesus responde que deve nascer de novo "da água e do Espírito".

## Lou Andreas-Salomé e o narcisismo de dupla direção

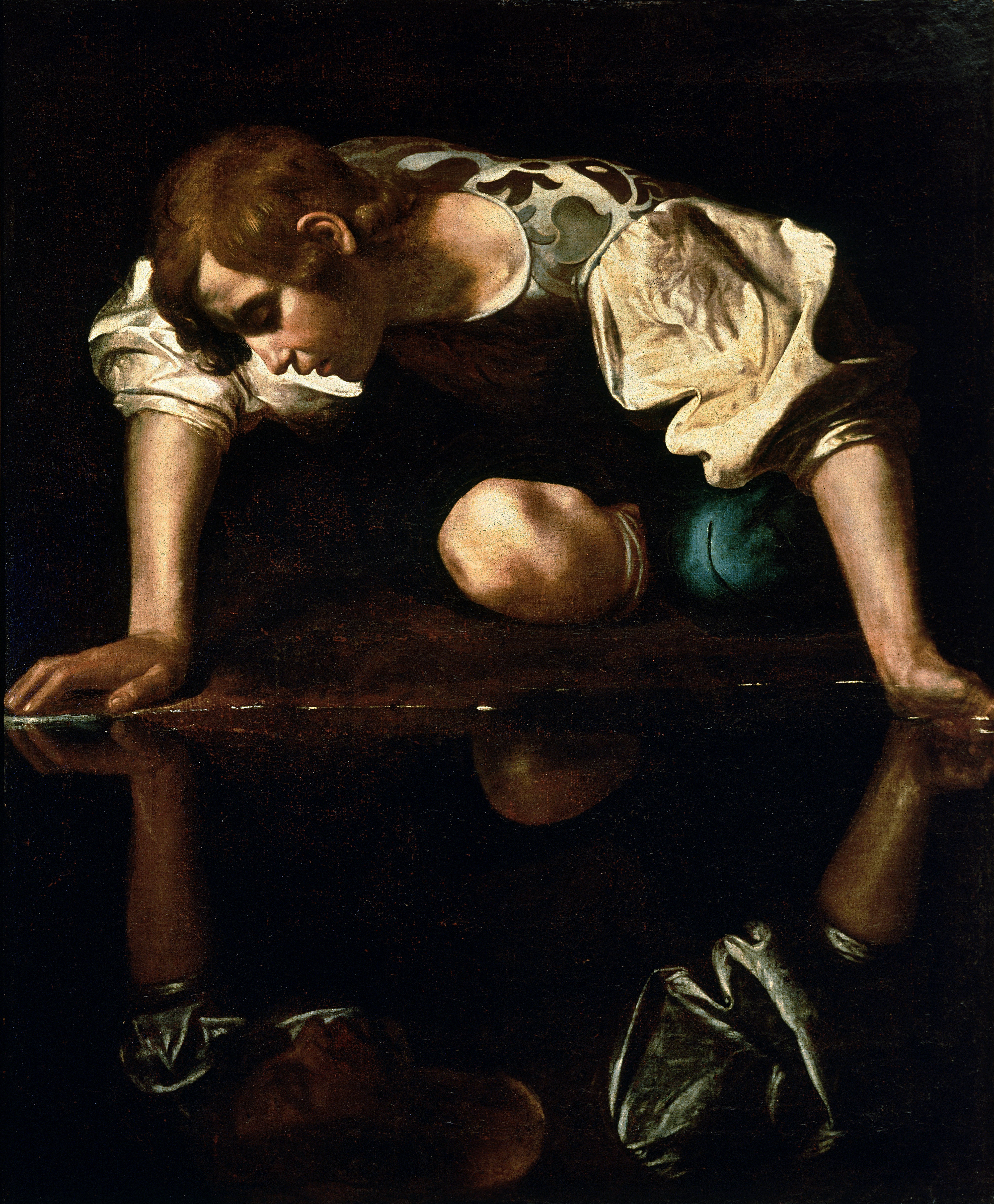
Narciso por Caravaggio

Lou Andreas-Salomé criticou a teoria da libido de Jung, mas afirma: "Gostei do relato de Jung sobre o conceito de incesto e sua ampliação para a ideia de "anseio pelo útero da mãe". Em carta a Freud em 10 de janeiro de 1915, ela comentara sobre o papel do estado primordial uterino na formação psíquica libidinal:
"A contradição de que essa tensão ao mesmo tempo libera tanto prazer surge realmente do estado de libido psíquico: isto é, de um estado que deseja muito mais do que mero alívio, que se esforça para reviver uma união com seu objeto sexual extremamente supervalorizado, tal como talvez desfrutasse no útero em sua identidade com seu ambiente. Não é então o grande problema do sexo que ele não só se esforça para saciar a sede, mas que consiste também no anseio pela própria sede, que o alívio físico da tensão, da saciedade, ao mesmo tempo decepciona, porque diminui a tensão, a sede, ao passo que a doença, e mesmo a doença por substâncias sexuais insistentes no corpo, não tem outro propósito senão este?"
Ela buscou reformular a teoria do narcisismo de então do fundador da psicanálise em Narcisismo como Dupla Direção (1921), postulando que, diferente da teoria de Freud de um "narcisismo sem objeto", há dois direcionamentos do narcisismo: além do amor ao próprio ego, no mito de Narciso há amor à imagem total do ego como vista no "Espelho da Natureza", um retorno em relação ao ambiente em condição de totalidade. Ela associa essa segunda direção de um retorno à "unidade da natureza" como análoga a uma inveja do útero, em que o ego busca revitalizar ou recuperar estados totais que experimentara tal como na união do útero. Assim, ela via uma orientação do narcisismo não só de se dar forma à autoimagem, mas também de autodissolução, ausência de separação do ambiente e aniquilação dos limites do ego, como vista em estados de mania e amor. No artigo, Lou também afirma: "Correspondente à inveja do pênis nas mulheres, encontramos frequentemente nos homens o desejo de dar à luz (...) um desejo que deve ser distinguido do desejo de retornar à mãe amada".

## Leituras adicionais
- A fantasia inconsciente de retorno ao útero: sua importância no cotidiano, nos mitos, nas poesias e na situação analítica / The unconscious phantasy of returning to the womb. Silva Filho, A. Carlos Pacheco e. Revista brasileira de psicanálise; 29(4): 825-42, 1995.